# 법무법인 케이씨엘
법무법인 케이씨엘은 대한민국의 로펌이다.

## 연혁
- 1991년: 법무법인 '삼정'으로 출범
- 1996년: 삼정특허법률사무소와 합병
- 2000년: 법무법인 케이씨엘(KIM, CHOI, LIM)로 상호 변경
- 2002년: 대한민국 내 최초 국외 Primary CBO 발행 건으로 IFLR 선정 '올해의 DEAL 상' 수상[2][3]
- 2005년: 유지담(전 대법관) 대표변호사 취임
- 2009년: 최원현 변호사, 김영철 변호사, 최고의 변호사 70인에 선정